# Peter Fischer (Journalist, 1943)
Peter Fischer (* 29. Mai 1943 in Suhl; † 1. Juni 2012 in Achim) war ein deutscher Journalist und Schriftsteller und Opfer der Diktatur in der DDR.

## Leben
Peter Fischer studierte in Halle und Ost-Berlin. Nach fast 10 Monaten Untersuchungshaft in Berlin-Pankow wurde er am 15. November 1974 aus politischen Gründen zu drei Jahren und 6 Monaten verurteilt und saß bis zu seinem Freikauf durch die Bundesrepublik Deutschland am 6. Juni 1975 in Haft in Cottbus. Ab 1975 arbeitete er in West-Berlin und später in Hamburg als Journalist. 2004 erschien mit Der Schein sein erster Roman, der erste Teil einer geplanten Trilogie. Für seine beiden Gedichte Zeitfragen und Begehren, die im Januarheft 2008 in der Literaturzeitschrift "Dulzinea" abgedruckt wurden und im selben Jahr mit weiteren Gedichten in dem Gedichtband "Ananke" gebündelt erschienen, erhielt Peter Fischer den Dulzinealyrikpreis 2008.

## Schriften
- Kirche und Christen in der DDR. Holzapfel, Berlin 1978, ISBN 3-921226-06-9.
- Der Schein. Roman. Ludwigsfelder Verlags-Haus, Ludwigsfelde 2004, ISBN 3-933022-23-1.
- Ananke. Lyrik. Ludwigsfelder Verlags-Haus, Ludwigsfelde 2008, ISBN 978-3-933022-52-3.
- Der Fall. Roman. Ludwigsfelder Verlags-Haus, Ludwigsfelde 2011, ISBN 978-3-933022-72-1.